# Ledeburit
Ledeburit je eutektikum metastabilní soustavy Fe-Fe3C. Není to fáze, ale fázová směs složená z austenitu a cementitu (Fe3C). Pod mikroskopem jsou zřetelné lamelární struktury cementitu. Podíl uhlíku v ledeburitu je 4,3 %. Ledeburit je poměrně křehký, má bílé lesklé a velmi tvrdé krystaly.
Pojmenovaný je podle objevitele, německého metalurga Karl Heinrich Adolf Ledebura (1837–1916).
Při obsahu uhlíku 4,3 % má slitina železa a uhlíku nejnižší teplotu tavení 1 147 °C (čisté železo má 1 539 °C). Proto se ve vysokých pecích vyrábí surové železo se složením blízko eutektickému bodu.